# 別洛沃
別洛沃 （Белово）是俄羅斯克麥羅沃州地區的一個城市，位於西伯利亞鐵路上。2002年人口82,425人。
1726年開埠，1938年建市。
56°5′N 86°2′E / 56.083°N 86.033°E